# FSFAB Cadre-45/2-Weltmeisterschaft 1910

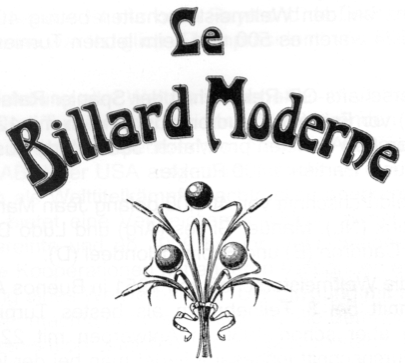
Emblem der FSFAB

Die FSFAB Weltmeisterschaften im Cadre 35/2 und 45/2 1910 waren die 6. Cadre 45/2 Weltmeisterschaft der Amateure der FSFAB. Das Turnier fand vom 12. bis 26. März 1910 in Paris statt. Parallel zu denen der FSFAB wurden auch Weltmeisterschaften der Fédération Française de Billard (FFB) ausgetragen.

## Geschichte
Das Turnier wurde auf dem Matchbillard mit 45 cm Abstrich der Cadrefelder ausgetragen. Es wurde in zwei Gruppen in der Vorrunde gespielt. Die ersten drei jeder Gruppe spielten in der Endrunde im Round-Robin-Modus gegeneinander. Die Ergebnisse der Vorrunde wurden nicht übernommen. Am Ende hatten Roudil und Poensgen jeweils 8:2 Matchpunkte. Damit wurde der Sieger in einer Stichpartie ermittelt. Es ist nicht bekannt, ob mit Nachstoß gespielt wurde. Somit könnte Poensgen in der Stichpartie nur 19 Aufnahmen gespielt haben. Einige Partien des Turniers fanden nicht statt. Die Gründe sind nicht bekannt.

## Turniermodus
Das ganze Turnier wurde im Round-Robin-System bis 400 Punkte gespielt.
1. MP = Matchpunkte
2. GD = Generaldurchschnitt
3. HS = Höchstserie

## Gruppe A
| MP    | Match Points (Sieger = 2; Unentschieden = 1; Verlierer = 0) |
| Pkte. | Erzielte Karambolagen                                       |
| Aufn. | Benötigte Versuche                                          |
| GD    | Generaldurchschnitt                                         |
| BED   | Bester Einzeldurchschnitt eines Spielers                    |
| HS    | Höchstserie                                                 |
|       | Bester GD des Turniers                                      |
|       | Bester ED des Turniers                                      |
|       | Beste HS des Turniers                                       |
|       | 1. Platz (Gold)                                             |
|       | 2. Platz (Silber)                                           |
|       | 3. Platz (Bronze)                                           |

| Platz | Name             | MP  | GD    | BED   | HS  |
| ----- | ---------------- | --- | ----- | ----- | --- |
| 1     | Edouard Roudil   | 8:0 | 13,04 | 16,66 | 119 |
| 2     | Alfred Mortier   | 4:4 | 10,01 | 12,12 | 67  |
| 3     | Henri Blanc      | 4:4 | 7,70  | 10,81 | 71  |
| 4     | Andres Uhrzanqui | 2:6 | 6,42  | –     | 46  |
| 5     | A. Garcou (*)    | 2:6 | 6,40  | 7,69  | 35  |

(*) A. Garcou brach nach zwei Partien das Turnier ab.

## Gruppe B
| Platz | Name            | MP  | GD    | BED   | HS |
| ----- | --------------- | --- | ----- | ----- | -- |
| 1     | Albert Poensgen | 6:0 | 13,79 | 26,66 | 87 |
| 2     | Raymond de Drée | 2:4 | 8,06  | 8,88  | 37 |
| 3     | Henri Maréchal  | 2:4 | 7,77  | 8,51  | 60 |
| 4     | ? Labouret      | 2:4 | 7,12  | 7,40  | 50 |

| Platz | Name            | MP  | Pkte. | Aufn. | GD    | BED   | HS |
| ----- | --------------- | --- | ----- | ----- | ----- | ----- | -- |
| 1     | Edouard Roudil  | 2:0 | 400   | 20    | 20,00 | 20,00 | ?  |
| 2     | Albert Poensgen | 0:2 | 398   | 20    | 19,90 | –     | ?  |

## Abschlusstabelle
| Platz | Name                  | MP    | GD     | BED    | HS   |
| ----- | --------------------- | ----- | ------ | ------ | ---- |
| 1     | Edouard Roudil        | 10:2  | 13,93  | 20,00  | 113  |
| 2     | Albert Poensgen       | 8:4   | 12,72  | 17,39  | 116  |
| 3     | Alfred Mortier        | 4:6   | 11,46  | 13,79  | 109  |
| 4     | Henri Blanc           | 4:6   | 9,55   | 9,75   | 70   |
| 5     | Henri Maréchal        | 4:6   | 8,67   | 10,81  | 72   |
| 6     | Raymond de Drée (*)   | 2:8   | 8,05   | 8,51   | 54   |
| 7     | ? Labouret            | 2:4   | 7,12   | 7,40   | 50   |
| 8     | Andres Uhrzanqui (**) | 2:6   | 6,42   | –      | 46   |
| 9     | A. Garcou             | (2:6) | (6,40) | (7,69) | (35) |

(*) In der Endrunde trat de Drée gegen Mortier nicht an.

(**) Die Gewinnpunkte bekam Uhrzanqui durch das Nichtantreten von Garcou.